# Legio II Flavia Constantia

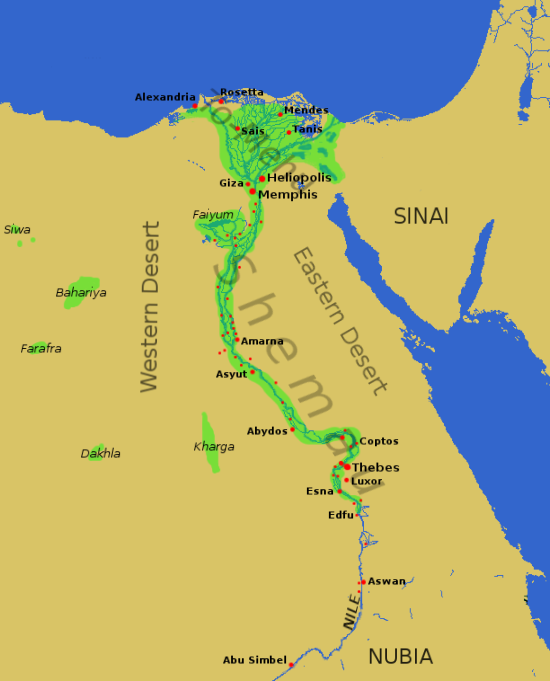
Carte de l’Égypte. La Legio II Flavia Constantia était stationnée à Cusae (Al-Qusiya).

La Legio II Flavia Constantia (Légion II flavienne « digne de la confiance » [ou] « de Flavius »)  fut une légion de l’Empire romain, créée vers 296/297 par l’empereur Dioclétien pour surveiller une région de Haute-Égypte après une rébellion causée par des hausses de taxes décrétées par l’empereur pour financer ses campagnes militaires. Dioclétien, alors en campagne en Syrie, vint lui-même mettre un terme à celle-ci.  Une fois la rébellion terminée, la légion fut stationnée à Cusae où elle devait demeurer par la suite. La légion existait encore au VIe siècle et fut probablement annihilée lors de l’invasion des Perses en 619. Son emblème ne nous est pas parvenu.
La légion pourrait être l’une des deux légions qui ont donné naissance à la légende du « massacre de la légion thébaine ».

## Histoire de la légion

Insigne de la légion peint
sur ses boucliers.

Au début de son règne en 293, Dioclétien procéda à des réformes en profondeur de l’administration civile et de la défense militaire de l’empire. Après avoir créé la tétrarchie, système de gouvernement où chacun des deux Augustes (Dioclétien  et Maximien) était secondé par deux Césars (Galère et Constance), il doubla le nombre des provinces et créa une structure régionale regroupant les 100 provinces en douze diocèses,. 
Il réorganisa également l’armée, créant pour chaque tétrarque une armée mobile (comitatenses), alors qu’un système de fortifications (limes) établi le long de la frontière était gardé par des unités permanentes (limitanei). Tout en conservant les 39 légions déjà existantes, mais dont certaines n’étaient pratiquement plus que l’ombre d’elles-mêmes, il leva au moins 14 nouvelles légions dont les I et II Iovia, II, III et IV Herculia, III Diocletiana, I Maximiana et I Isaura Sagittaria.
La Legio II Flavia Constantia, de même que la Legio I Maximiana, furent créées en 296 ou 297 par Dioclétien pour assurer le contrôle de la nouvelle province de Thebais (Haute-Égypte) créée par la partition de l’ancienne province unifiée d’Égypte. On lui donna le cognomen ou surnom de Flavia Constantia en l’honneur du césar Flavius Valerius Constantius qui deviendra empereur sous le nom de Constance Chlore (césar en 293, empereur en 305, décès en 306). Le surnom « Constantia » joue sur le fait que le nom du césar Valerius était Constance (fiable, digne de confiance). 
La création de ces deux légions avait été rendue nécessaire par la révolte qui s’était déclarée en Égypte à la suite de la promulgation par le préfet Aristius Optatius d’un nouveau régime de taxation, révolte facilitée par le fait que de nombreuses troupes avaient été retirées d'Égypte et envoyées vers le front de Syrie où se trouvait alors Dioclétien. La révolution éclata presque partout à la fois : en Thébaïde dans les cités commerçantes de Coptos et Ptolémaïs, au Fayoum et au Delta, ainsi qu’à l’importante métropole d’Alexandrie, deuxième ville de l’empire après Rome. Les rebelles proclamèrent alors un nouvel empereur, Lucius Domitius Domitianus dont les monnaies montrent qu’il cherchait à se présenter comme empereur à parts égales avec Dioclétien et Maximien. Craignant que cette révolte ne vienne détacher les provinces d’Orient de Rome comme cela avait été le cas sous Valérien et Zénobie, Dioclétien quitta lui-même le front syrien pour venir rétablir l’ordre en Égypte durant l’automne et le début de l’hiver 297. Il ne parvint à  reprendre Alexandrie qu’après un long siège au printemps 298 et tira vengeance en mettant la ville à feu et à sang. L’armée réussit à rétablir l’ordre dans le reste du pays, mais la domination romaine se fit durement sentir : les villes de Coptos et de Busiris qui avaient été au centre de la révolte furent détruites. Les nouvelles taxes, accompagnées d’un recensement général furent mises en place sous la supervision de l’empereur et la province d’Égypte fut officiellement divisée en trois nouvelles provinces : Aegyptus Iovia, Aegyptus Thebais et Aegyptus Herculia,, .
Le quartier général de la Legio II Flavia Constantia était situé dans la région de Thèbes/Luxor où elle construisit une forteresse qu’elle partagea avec la Legio I Maxima. Par la suite, elle fut transférée à Cusae (en grec : Kusai ; aujourd’hui Al-Qusiyya) où elle aura son quartier général jusqu’au Ve siècle. À titre de limitanei, ses légionnaires avaient comme tâche de protéger la frontière (limes) sud de l’Égypte des incursions de tribus nomades avoisinantes. 
Sous l’empereur Théodose (r. 379-395) qui avait fait de la stabilisation des frontières l’une de ses priorités, une nouvelle Legio II Flavia Constantia Thebaeorum fut créée devant se joindre à l’armée mobile (comitatenses) de l’empereur sur le Danube. En 380, avec Gratien, Théodose arrêta les Goths en Épire et en Dalmatie. Il installa une partie des Ostrogoths en Pannonie et, en 382, une partie des Wisigoths en Mésie. Devenu peuples fédérés (foederati), les Goths purent servir dans l’armée romaine en compagnie des légionnaires venus d’Égypte (Aiguptoi).
Selon la Notitia Dignitatum, recension datant des environs de l’an 400, la Legio II Flavia Constantia Thebaeorum servait alors comme comitatenses du Magister militum per Orientum (maître des milices d’Orient) et était stationnée à Cusae sous les ordres du  Dux Thebaidos (gouverneur de Thébaïde). 
Elle existait encore au VIe siècle et fut probablement annihilée lors des invasions perses de l’Égypte en 619.

## Mythe de la «Légion thébaine»
Le massacre de la légion thébaine (ou thébéenne) aurait eu lieu sous Dioclétien entre 285 et 306 à Agaune, aujourd'hui Saint-Maurice en Valais. 
Trois légions romaines pourraient être au cœur de cette légende : la Legio I Maximiana, la Legio II Flavia Constantia et la Legio III Diocletiana. Selon une « passion »  attribuée à Eucher, évêque de Lyon au Ve siècle, Maurice d'Agaune, commandant de cette « Légion thébaine » et d'autres officiers, furent envoyés par le  co-empereur Maximien Hercule persécuter les chrétiens de Martigny. Les soldats de cette légion, étant eux-mêmes chrétiens coptes, refusèrent de le faire et furent exécutés. Les invraisemblances historiques du texte, de même que le fait que seul le mot « Thèbes » permet de relier l’histoire à l'une ou l'autre de ces légions, rendent son authenticité douteuse,.